# Nemophila aphylla
Nemophila aphylla är en strävbladig växtart som först beskrevs av Carl von Linné, och fick sitt nu gällande namn av Richard Kenneth Brummitt. Nemophila aphylla ingår i släktet kärleksblomstersläktet, och familjen strävbladiga växter. Inga underarter finns listade i Catalogue of Life.